# 하시가이토 고이치
하시가이토 고이치(橋垣戸 光一1982년 3월 30일 ~ )는 일본의 전 축구 선수이다.

## 구단 경력
과거 감바 오사카, 에히메 FC에서 활동하였다.